# Талински технически университет
Талинският технически университет (на естонски: Tallinna Tehnikaülikool), съкратено ТТУ (TTÜ), е най-старият инженерен университет в Естония. Ректор е Яак Авиксоо.
ТТУ е водещо висше училище в страната в областта на техниката и технологията, икономиката и държавното управление. Води се обучение на естонски и на английски. Разположен е в 15 учебни корпуса в обособена част на Талин.
В университета учат около 14 000 студенти, включително над 600 чужденци. Те се обучават в следните 7 факултета: Строителен, Енергетичен, Социален, Информационни технологии, Химия и технология на материалите, Икономически, Математика и естествени науки.